# Karate ai Giochi della XXXII Olimpiade - +61 kg femminile
La gara di Kumite +61 kg è la terza e ultima categoria femminile di peso per il Karate ai Giochi della XXXII Olimpiade; la gara si è svolta il 7 agosto 2021 presso il Nippon Budokan di Tokyo. Vi hanno partecipato 10 atleti in rappresentanza di altrettanti paesi.

## Formato
La competizione prevedeva una fase a gironi, composta da due pool, e una fase a eliminazione diretta.  I due migliori atleti di ogni girone si qualificano per le semifinali dove il primo classificato del girone A compete contro il secondo classificato del girone B e viceversa. La competizione non prevedeva nessuna finale per la medaglia di bronzo che è stata assegnata agli atleti sconfitti nelle semifinali.

## Risultati

### Finali
|  | Semifinali       | Semifinali       | Semifinali       |                  |                | Finale         | Finale | Finale |  |
|  |                  |                  |                  |                  |                |                |        |        |  |
|  | Irina Zaretska   | Irina Zaretska   | 7                |                  |                |                |        |        |  |
|  | Irina Zaretska   | Irina Zaretska   | 7                |                  |                |                |        |        |  |
|  | Gong Li          | Gong Li          | 2                |                  |                |                |        |        |  |
|  | Gong Li          | Gong Li          | 2                |                  | Irina Zaretska | Irina Zaretska | 0      |        |  |
|  |                  |                  |                  |                  | Irina Zaretska | Irina Zaretska | 0      |        |  |
|  |                  |                  | Feryal Abdelaziz | Feryal Abdelaziz | 2              |                |        |        |  |
|  | Feryal Abdelaziz | Feryal Abdelaziz | Feryal Abdelaziz | Feryal Abdelaziz | 2              | 5              |        |        |  |
|  | Feryal Abdelaziz | Feryal Abdelaziz |                  |                  |                |                |        |        |  |
|  | Sofya Berultseva | Sofya Berultseva | 4                |                  |                |                |        |        |  |

### Pool A
| Pos. | Atleta           | Incontri               | Incontri              | Incontri          | Incontri            | Incontri           | Riassunto | Riassunto | Riassunto | Riassunto | Riassunto | Punti | Punti | Punti | Punti |
| Pos. | Atleta           | Azerbaigian (bandiera) | Kazakistan (bandiera) | Italia (bandiera) | Giappone (bandiera) | Turchia (bandiera) | Bout      | W         | D         | L         | Pts       | Tot.  | Yuko  | W-a   | Ippon |
| ---- | ---------------- | ---------------------- | --------------------- | ----------------- | ------------------- | ------------------ | --------- | --------- | --------- | --------- | --------- | ----- | ----- | ----- | ----- |
| 1    | Irina Zaretska   | -                      | 4:5                   | 3:2               | 4:1                 | 4:0                | 4         | 3         | 0         | 1         | 6         | 15:8  | 11:8  | 2:0   | 0:0   |
| 2    | Sofya Berultseva | 5.4                    | -                     | 5:1               | 1:5                 | 5:5                | 4         | 2         | 1         | 1         | 5         | 16:15 | 11:7  | 1:1   | 1:2   |
| 3    | Silvia Semeraro  | 2:3                    | 1:5                   | -                 | 4:3                 | 9:4                | 4         | 2         | 0         | 2         | 4         | 16:15 | 7:8   | 0:2   | 3:1   |
| 4    | Ayumi Uekusa     | 1:4                    | 5:1                   | 3:4               | -                   | 5:4                | 4         | 2         | 0         | 2         | 4         | 14:13 | 9:6   | 1:2   | 1:1   |
| 5    | Meltem Hocaoğlu  | 0:4                    | 5:5                   | 4:9               | 4:5                 | -                  | 4         | 0         | 1         | 3         | 1         | 13:23 | 5:14  | 1:0   | 2:3   |

### Pool B
| Pos. | Atleta           | Incontri          | Incontri        | Incontri            | Incontri        | Incontri           | Riassunto | Riassunto | Riassunto | Riassunto | Riassunto | Punti | Punti | Punti | Punti |
| Pos. | Atleta           | Egitto (bandiera) | Cina (bandiera) | Svizzera (bandiera) | Iran (bandiera) | Algeria (bandiera) | Bout      | W         | D         | L         | Pts       | Tot.  | Yuko  | W-a   | Ippon |
| ---- | ---------------- | ----------------- | --------------- | ------------------- | --------------- | ------------------ | --------- | --------- | --------- | --------- | --------- | ----- | ----- | ----- | ----- |
| 1    | Feryal Abdelaziz | -                 | 4:0             | 3:3                 | 7:9             | 0:0                | 4         | 2         | 1         | 1         | 5         | 14:12 | 5:1   | 0:1   | 3:3   |
| 2    | Gong Li          | 0:4               | -               | 1:1                 | 8:4             | 4:0                | 4         | 2         | 1         | 1         | 5         | 13:9  | 8:3   | 1:0   | 1:2   |
| 3    | Elena Quirici    | 3:3               | 1:1             | -                   | 4:0             | 2:1                | 4         | 2         | 1         | 1         | 5         | 10:5  | 4:5   | 0:0   | 2:0   |
| 4    | Hamideh Abbasali | 9:7               | 4:8             | 0:4                 | -               | 4:0                | 4         | 2         | 0         | 2         | 4         | 17:19 | 2:8   | 3:1   | 3:3   |
| 5    | Lamya Matoub     | 0:0               | 0:4             | 1:2                 | 0:4             | -                  | 4         | 0         | 1         | 3         | 1         | 1:10  | 1:3   | 0:2   | 0:1   |